# Pleuroptya harutai
Pleuroptya harutai là một loài bướm đêm trong họ Crambidae.